# Lido (Bratislava)
Lido bylo přírodní koupaliště v Bratislavě v městské části Petržalka, když ještě nebyla součástí Bratislavy, na pravém břehu Dunaje zhruba mezi Starým mostem a Mostem Apollo (který tehdy ještě nestál). Jako náhrada za toto koupaliště bylo v roce 1943 postavené koupaliště Tehelné pole.